# 황야의 결투
《황야의 결투》(荒野의 決鬪, 영어: My Darling Clementine)는 미국에서 제작된 존 포드 감독의 1946년 서부, 드라마 영화이다. 헨리 폰다, 빅터 머추어 등이 주연으로 출연하였고 사무엘 G. 잉겔이 제작에 참여하였다.

## 줄거리
1881년 가을, 애리조나주 톰스톤 가까이에서 소떼의 수송 작업을 계속하고 있던 와이아트 어프(폰다)와 그 형제는 이 지방을 자기 세력권으로 삼는 무법자 크랜트(월터 브레난)와 그 자식들의 습격을 받고 두 아우를 잃게 된다. 와이아트는 폐병 환자인 친구 독 할리데이(빅터 마튜어) 및 아우인 모건(워드 폰드)과 함께 OK목장에서 크랜튼 일가와 싸워 압도적인 승리를 한다.

## 감상
존 포드는 많은 우수 서부극(西部劇)을 감독한 바가 있으며, <황색 리본> 등 기병대(騎兵隊)를 묘사한 작품도 유명하거니와, 이것은 대전 전의 개봉영화인 <역마차> 등과 어깨를 겨루는 대표적인 작품으로서 서부역사상 잘 알려진 OK목장의 결투를 사실(史實)을 떠나서 자유로이 구성했다. 거리로 달려 들어오는 역마차라든가, 총소리에 놀라는 말을 길들이고 클라이맥스의 상호간의 사격장면의 연출이 훌륭할 뿐 아니라, 조용하고 유연한 거리의 생활풍경이 풍물시적(風物詩的)인 아름다움을 낳았으며, 와이아트를 심경소설적(心境小說的)인 터치로 다루고 있는 점에서도 예술성이 높여지고 있다. 폰다의 연기에도 멋이 있었다.

## 출연

### 주연
- 헨리 폰다 - 와이어트
- 빅터 머추어 - 할러데이
- 린다 다넬 - 치와와

### 조연
- 캐시 다운즈 - 클레멘타인
- 월터 브레넌 - 치와와
- 팀 홀트 - 버질
- 워드 본드 - 모건
- 앨런 모우브레이 - 손다이크

## 한국판 성우진(KBS) (1995년 1월 15일)
- 이완호 - 와이어트(헨리 폰다)
- 유강진 - 할러데이(빅터 머추어)
- 주호성 - 클레이튼(월터 브레넌)
- 김민규 - 시장(로이 로버츠)
- 정기항 - 심슨(러셀 심슨) / 극장 주인(돈 바클리)
- 조달호 - 이발사(벤 홀)
- 김계원 - 바텐더(J. 패럴 맥도널드)
- 탁원제 - 손다이크(앨런 모브레이) / 보안관(해리 우즈)
- 김규식 - 모건(워드 본드)
- 김성희 - 치와와(린다 다넬)
- 서혜정 - 클레멘타인(캐시 다운즈)
- 안종익 - 클레튼의 아들(랜트 위더스)
- 김정주 - 케이트(제인 다웰)
- 홍시호 - 버질(팀 홀트)
- 송덕희 - 여성(프란시스 레이)
- 김수중 - 제임스(돈 가드너) / 여관 직원(아서 월쉬)

## 기타
- 원작자: 스튜어트 N. 레이크
- 미술: 제임스 바세비
- 미술: 라일 R. 휠러
- 의상: 린 허버트